# Encerrados con un solo juguete
Encerrados con un solo juguete (Seix Barral - 1960)
Òpera prima del novel·lista Juan Marsé, Encerrados con un solo juguete recull molts dels personatges i escenaris que esdevindran recurrents en l'obra de Marsé. El desarrelament identitari produït per la Guerra Civil Espanyola i la convulsa situació d'uns joves de la postguerra davant la decadència moral articulen el fil argumental de la novel·la.
La crítica del moment la va titllar d'interessant mostra de l'objectivisme triomfant de l'època, tot i que l'autor la qualifica de decadent, intimista i subjectiva.
Va resultar finalista del Premio Biblioteca Breve de l'any 1960, que finalment va quedar desert. La novel·la ha estat traduïda al francès per l'editorial Gallimard.